# La Fin de la nuit (téléfilm)
Pour plus de détails, voir Fiche technique et Distribution.
La Fin de la nuit  est un téléfilm français réalisé par Lucas Belvaux, adaptation du roman du même titre de François Mauriac, sur la vie de Thérèse Desqueyroux quand elle retrouve sa fille, vingt ans après en avoir été séparée. 

## Synopsis
Thérèse vit seule dans un appartement parisien. Un soir, elle a la surprise de voir arriver sa fille Marie qu'elle n'a guère vue depuis 20 ans. Marie apprend à sa mère qu'elle a quitté son père chez qui elle vivait dans les Landes car elle est amoureuse d'un étudiant maghrébin, Mourad. Thérèse lui dévoile la raison de son départ de la maison familiale et du quasi-abandon de sa fille : elle a tenté d'assassiner son mari mais a obtenu un non-lieu grâce au témoignage de la victime en sa faveur. Cependant, son mari lui a demandé de partir loin de la maison familiale et de lui laisser la garde de leur fille.
Mourad ayant toujours vécu dans un milieu modeste de la banlieue parisienne est réticent à se rapprocher d'une fille d'une riche famille bourgeoise. Thérèse décide alors de rencontrer Mourad...

## Fiche technique
- Réalisation : Lucas Belvaux
- Scénario : Lucas Belvaux,  Jacques Fieschi d'après le roman de François Mauriac
- Photographie : Éric Guichard
- Musique : Frédéric Vercheval
- Son : Michel Lesaffre
- Production : Georges-Marc Benamou
- Montage : Ludo Troch
- Société de production : Siècle Productions
- Durée : 95 minutes
- Genre : drame
- Dates de diffusion :

 Belgique : 24 septembre 2015 sur La Trois

 France : 10 janvier 2017 sur France 3

## Distribution
- Nicole Garcia :  Thérèse Desqueyroux
- Louise Bourgoin : Marie
- Amir El Kacem : Mourad
- Cyril Descours : Thomas Pian
- Sandra Nkaké : Nanda
- Bernard Mazzinghi : le mari de Thérèse

## Compétition
Ce téléfilm est présenté en compétition officielle du FIPA en 2016.